# Ypsolopha diana
Ypsolopha diana là một loài bướm đêm thuộc họ Ypsolophidae. Loài này có ở Trung Quốc.